# Володин, Виктор Митрофанович
Виктор Митрофанович Володин (04.01.1939-26.12.2000) — российский учёный в области земледелия, член-корреспондент РАСХН (1995).

## Биография
Родился в с. Русская Журавка Верхнемамонского района Воронежской области. Окончил Воронежский государственный университет (1965).
- 1965—1967 инженер-почвовед Института «Гипроземцелинсовхоз».
- 1967—1974 аспирант, ассистент, старший преподаватель, доцент, декан агрономического факультета Целиноградского СХИ.
- 1974—2000 заведующий лабораторией (1974—1997), одновременно старший научный сотрудник (1974—1988), заместитель директора по научной работе (1988—1997), директор (1997—2000) ВНИИ земледелия и защиты почв от эрозии.

## Научная деятельность
Развил новое направление в с.-х. науке — агробиоэнергетику.
Опубликовал более 150 научных трудов. Получил 24 авторских свидетельства на изобретения.

### Публикации
- Агроэкологические основы регулирования почвенного плодородия. — Минск, 1991. — 59 с.
- Система управления плодородием почв в Центрально-Чернозёмной зоне / соавт.: А. Н. Каштанов и др.; Всерос. НИИ земледелия и защиты почв от эрозии и др. — Курск: Изд-во Курс. гос. с.-х. акад., 1996. — 137 с.
- Экологические основы оценки и использования плодородия почв [оценка потенциального и реального плодородия и систем земледелия на биоэнергетической основе] / Всерос. НИИ земледелия и защиты почв от эрозии. — М., 2000. — 334 с.

## Награды и звания
Доктор сельскохозяйственных наук (1991), профессор (1993), член-корреспондент РАСХН (1995).
Лауреат Государственной премии Российской Федерации (2000).